# Bobby Byrne
Bobby Byrne (Pleasant Corners (Ohio), 10 oktober 1918 - Irvine (Californië), 25 november 2006) was een Amerikaanse trombonist en bigbandleider uit het swingtijdperk.
In 1934 ging hij spelen bij de band van de Dorsey Brothers en toen Tommy Dorsey zijn eigen weg ging, in 1935, werd Byrne de belangrijkste trombonist van Jimmy Dorseys orkest. Rond 1940 startte hij zijn eigen groep. Het orkest begon in 1941 succes te krijgen, toen het kon spelen in de ballroom van Frank Dailey. De band speelde voor de radio en kreeg een contract bij Decca. Zijn orkest werd echter geen toporkest, vanwege Byrnes hang naar perfectionisme. Vocalisten van het orkest waren Dorothy Claire en Stuart Wade. Don Redman verzorgde korte tijd de arrangementen. In 1942 doekte Byrne de band op om in het leger te gaan, waar hij piloot was en bandleider.
Na de oorlog, in 1946, richtte hij werd een orkest op, onder meer met saxofonist Larry Elgert, dat enkele jaren actief was. Hij werkte als freelance-muzikant in en rond New York en had af en toe nog een band, waarmee hij ook platen opnam. Hij verscheen verschillende keren op de Amerikaanse tv, onder meer in de show van Steve Allen (1952-1954) en shows van Perry Como en Patti Page. Tussen 1952 en 1960 speelde hij in verschillende studio-orkesten. Hij speelde hier onder meer met Pearl Bailey, Cootie Williams, Cannonball Adderley en Lionel Hampton. Eind jaren zestig was hij executive bij platenmaatschappij Command, waar verschillende platen van hem waren uitgekomen. Begin jaren zeventig ging Byrne in zaken.

## Discografie
- Jazz, Dixieland, Chicago, Grand Award
- Muskat Ramble, Grand Award
- The Jazzbone's Connected to the Trombone, Grand Award
- 1966: The Magnificent Movie Themes, Command
- Sound in the 8th Dimension, Command
- Dixieland Jazz, Waldorf Music Hall

- Biblioteca Nacional de España: XX5052647
- Bibliothèque nationale de France: cb13941854b (data)
- Gemeinsame Normdatei: 1114996734
- International Standard Name Identifier: 0000 0001 1769 2611
- Library of Congress Control Number: n93016332
- MusicBrainz: 4602b221-1dfa-421d-9c9d-5ecadaba5cdb
- Nationale Bibliotheek van Israël: 987007273850105171
- Système universitaire de documentation: 180837109
- Virtual International Authority File: 70598954
- WorldCat: E39PBJxrRWprpJmHrGCgJwxv73